# Junior Makiesse
Junior Makiesse Mouzita (Brazzaville, 12 giugno 1993) è un calciatore congolese (Repubblica del Congo), attaccante dell'Otohô e della nazionale congolese.

## Statistiche

### Cronologia presenze e reti in nazionale
| Cronologia completa delle presenze e delle reti in nazionale ― Rep. del Congo | Cronologia completa delle presenze e delle reti in nazionale ― Rep. del Congo | Cronologia completa delle presenze e delle reti in nazionale ― Rep. del Congo | Cronologia completa delle presenze e delle reti in nazionale ― Rep. del Congo | Cronologia completa delle presenze e delle reti in nazionale ― Rep. del Congo | Cronologia completa delle presenze e delle reti in nazionale ― Rep. del Congo | Cronologia completa delle presenze e delle reti in nazionale ― Rep. del Congo | Cronologia completa delle presenze e delle reti in nazionale ― Rep. del Congo |
| Data                                                                          | Città                                                                         | In casa                                                                       | Risultato                                                                     | Ospiti                                                                        | Competizione                                                                  | Reti                                                                          | Note                                                                          |
| ----------------------------------------------------------------------------- | ----------------------------------------------------------------------------- | ----------------------------------------------------------------------------- | ----------------------------------------------------------------------------- | ----------------------------------------------------------------------------- | ----------------------------------------------------------------------------- | ----------------------------------------------------------------------------- | ----------------------------------------------------------------------------- |
| 17-11-2019                                                                    | Brazzaville                                                                   | Rep. del Congo                                                                | 3 – 0                                                                         | Guinea-Bissau                                                                 | Qual. Coppa d'Africa 2021                                                     | 1                                                                             | 42’ 55’                                                                       |
| Totale                                                                        |                                                                               | Presenze                                                                      | 1                                                                             |                                                                               | Reti                                                                          | 1                                                                             |                                                                               |

## Palmarès

### Club

#### Competizioni nazionali
- Campionato congolese: 3

Léopards: 2012-2013, 2015-2016, 2016-2017
- Coupe du Congo de football: 3

Léopards: 2012-2013, 2015-2016, 2016-2017

#### Competizioni internazionali
- Coppa della Confederazione CAF: 1

Léopards: 2012